# Chintu Kampamba
Chintu Kampamba est un footballeur zambien né le 28 décembre 1980 à Kabwe. Il évolue au poste de défenseur.
Il participe à la Coupe d'Afrique des nations 2008 puis à la Coupe d'Afrique des nations 2010 avec l'équipe de Zambie.
Il remporte la Coupe d'Afrique des nations 2012 avec cette équipe.

## Carrière
- 1999-2000 : Kabwe Warriors ( Zambie)
- 2001 : IFK Hässleholm ( Suède)
- 2002-2004 : Kabwe Warriors ( Zambie)
- 2004-2007 : Lamontville Golden Arrows ( Afrique du Sud)
- 2007-2008 : Free State Stars ( Afrique du Sud)
- 2008-2010 : AmaZulu FC ( Afrique du Sud)
- 2010- : Bidvest Wits ( Afrique du Sud)